# Шааршмидт, Иоганн Георг
Иоганн Георг Шааршмидт (нем. Johann Georg Schaarschmidt; 24 марта 1932, Гамбург — 3 августа 2022, Фрайбург) — немецкий оперный режиссёр и театральный педагог.
Изучал дирижирование во Фрайбурге и Дармштадте. В 1960—1970 гг. работал ассистентом режиссёра, затем режиссёром оперных спектаклей в Дармштадтском театре, сотрудничал также с многими другими театрами Германии — в частности, с Немецкой оперой в Западном Берлине, где поставил «Мнимую садовницу» Вольфганга Амадея Моцарта (1966), позднее несколько раз возобновлявшуюся на других сценах, «Резиновый гроб» Аргириса Кунадиса (1968, два месяца спустя после мировой премьеры в Ганновере) и «Офелию» Ханса Ульриха Энгельмана (1970). В Боннском театре поставил «Даму-невидимку» Герхарда Вимбергера (1965). Принимал участие в Байройтском и Зальцбургском фестивалях.
В 1970—1974 гг. профессор театрального отделения Гамбургской высшей школы музыки и театра. Затем возглавил оперную школу Фрайбургской высшей школы музыки, в 1980—1996 гг. её ректор. Продолжал спорадически выступать как оперный режиссёр — в частности, в 1990 году поставил во Фрайбурге одноактные оперы Аргириса Кунадиса «Контрабас» (по рассказу А. П. Чехова «Роман с контрабасом») и «Эпилог».
Шааршмидт также неоднократно выступал в роли одного из чтецов при исполнении «Экклезиастического действа» Бернда Алоиса Циммермана.